# Angelo Grasso
Angelo Grasso (Catania, 26 gennaio 1834 – Catania, 26 maggio 1888) è stato un impresario teatrale italiano.

## Biografia
Nacque a Catania il 26 gennaio 1834 da Giovanni (1792-1863), venditore ambulante originario di Aci Catena poi avvicinatosi al teatro, che nel 1861 introdusse l'Opera dei pupi in Sicilia, e da Maria Quattrocchi. Svolse inizialmente il mestiere di sellaio, che abbandonò nel 1853 per dedicarsi al teatro e fondare un proprio teatrino presso il monastero di Sant'Agata. Successivamente impiantò numerosi altri teatri a Catania, fino a quando nel 1861 si sistemò nella cantina del Palazzo Sangiuliano dando vita all'Opira di Don Ancilu, poi divenuto Teatro Machiavelli nel 1864. 
Proseguì l'attività paterna dell'Opera dei pupi assieme al fratello maggiore Giovanni (1817-1887), ma a seguito di contrasti sorti con questi, la svolse da solo e divenne in poco tempo il più famoso e applaudito puparo siciliano. Perfezionò ed ingrandì le sue marionette, sbalordendo il pubblico con la ricchezza delle scene, dei costumi e delle armature e col senso di umanità con cui sapeva far agire i suoi personaggi. Nei vari spettacoli organizzati dalla sua compagnia, verso il 1880 fece l'esperimento di sostituire le marionette con attori veri e propri, che però ebbe scarso successo. Tra le sue principali rappresentazioni si annoverano tra gli altri la Cavalleria rusticana di Giovanni Verga (1884) e l'Erminio della stella d'oro (1887). Fervente patriota, in più occasioni, Grasso sceneggiò la storia del re Vittorio Emanuele II e di Garibaldi.
Il Teatro Machiavelli di Catania fondato da Grasso, divenne famoso anche al di fuori della città etnea. Ospitava circa 600 posti e contendeva il primato al teatro del fratello Giovanni e a quello di un altro noto puparo siciliano, Gaetano Crimi. Morto nel 1888 all'età di 54 anni, l'attività del Teatro Machiavelli venne sospesa dalla moglie per tre anni e dopo la sua riapertura la gestione venne assunta dal figlio Giovanni (1873-1930), che negli anni successivi divenne un noto attore teatrale. 
Sposato per due volte, dalla prima moglie, la cugina Natalina Nicolosi, ebbe i figli Santa (1856-1932), Gregorio (1857-1936)  e Pasquale; di questi, la primogenita e il figlio mezzano detto Criali furono anch'essi attori teatrali. Dal secondo matrimonio con la pupara Francesca (Ciccia) Tudisco, oltre al già citato Giovanni, ebbe i figli Marietta (1872-1947), Agata e Domenico detto "Micio" (1884-1935), di cui la prima e l'ultimo fecero anch'essi teatro.